# Kilimanjarocistikola
Kilimanjarocistikola (Cisticola hunteri) är en fågel i familjen cistikolor inom ordningen tättingar.

## Utseende och läte
Kilimanjarocistikolan är en stor och enfärgad cistikola med rödaktig hjässa och två tvärband över stjärtspetsen, ett ljust och ett mörkt. Den är mycket lik lobeliacistikolam, men förekommer på högre höjd och skiljs på mjukt streckad rygg samt annorlunda läten. Fågeln liknar även vitbrynad cistikola men saknas dennes rostfärgade vingpanel. Sången avges i kör, en frenetisk serie med fräsande toner som stiger och faller i tonhöjd, följt av ett enklare "cher-wee".

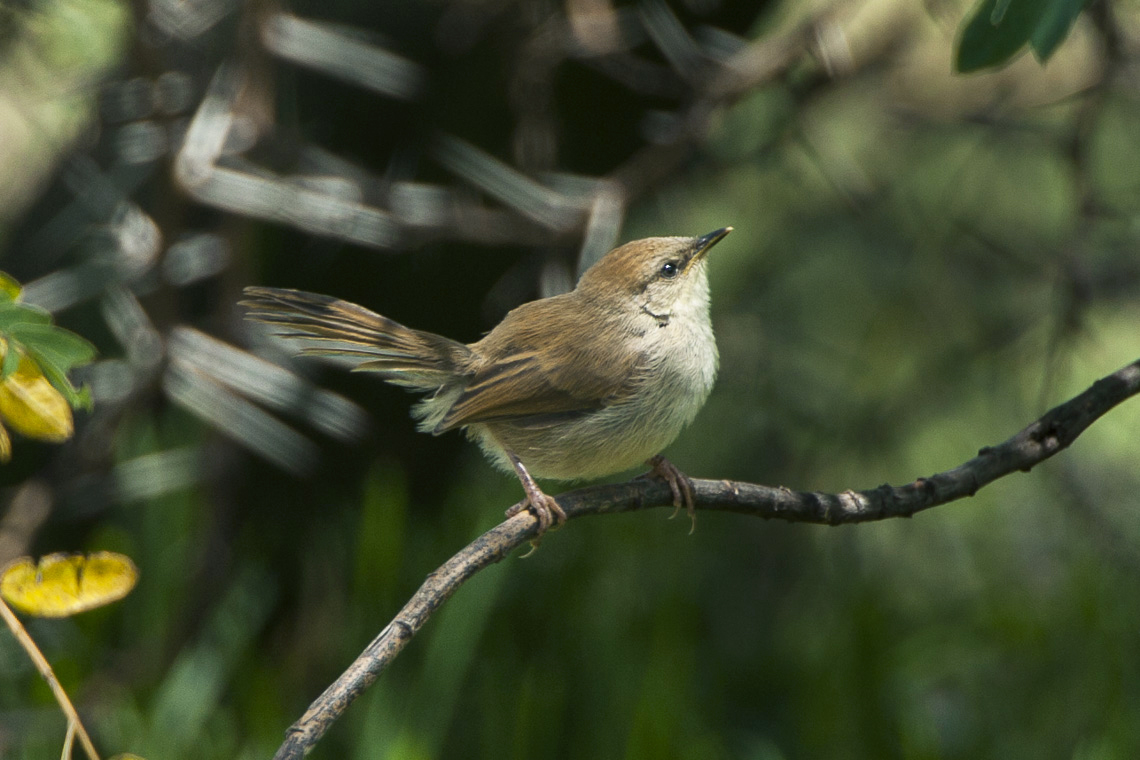

## Utbredning och systematik
Fågeln återfinns i bergstrakter i västra Kenya, Uganda och norra Tanzania. Den behandlas som monotypisk, det vill säga att den inte delas in i några underarter.

### Familjetillhörighet
Cistikolorna behandlades tidigare som en del av den stora familjen sångare (Sylviidae). Genetiska studier har dock visat att sångarna inte är varandras närmaste släktingar. Istället är de en del av en klad som även omfattar timalior, lärkor, bulbyler, stjärtmesar och svalor. Idag delas därför Sylviidae upp i ett antal familjer, däribland Cisticolidae.

## Levnadssätt
Kilimanjarocistikolan hittas i öppna bergsmiljöer med tät undervegetation, som skogsbryn, gräsmarker och hedar. Den ses nästan alltid i par eller smågrupper.

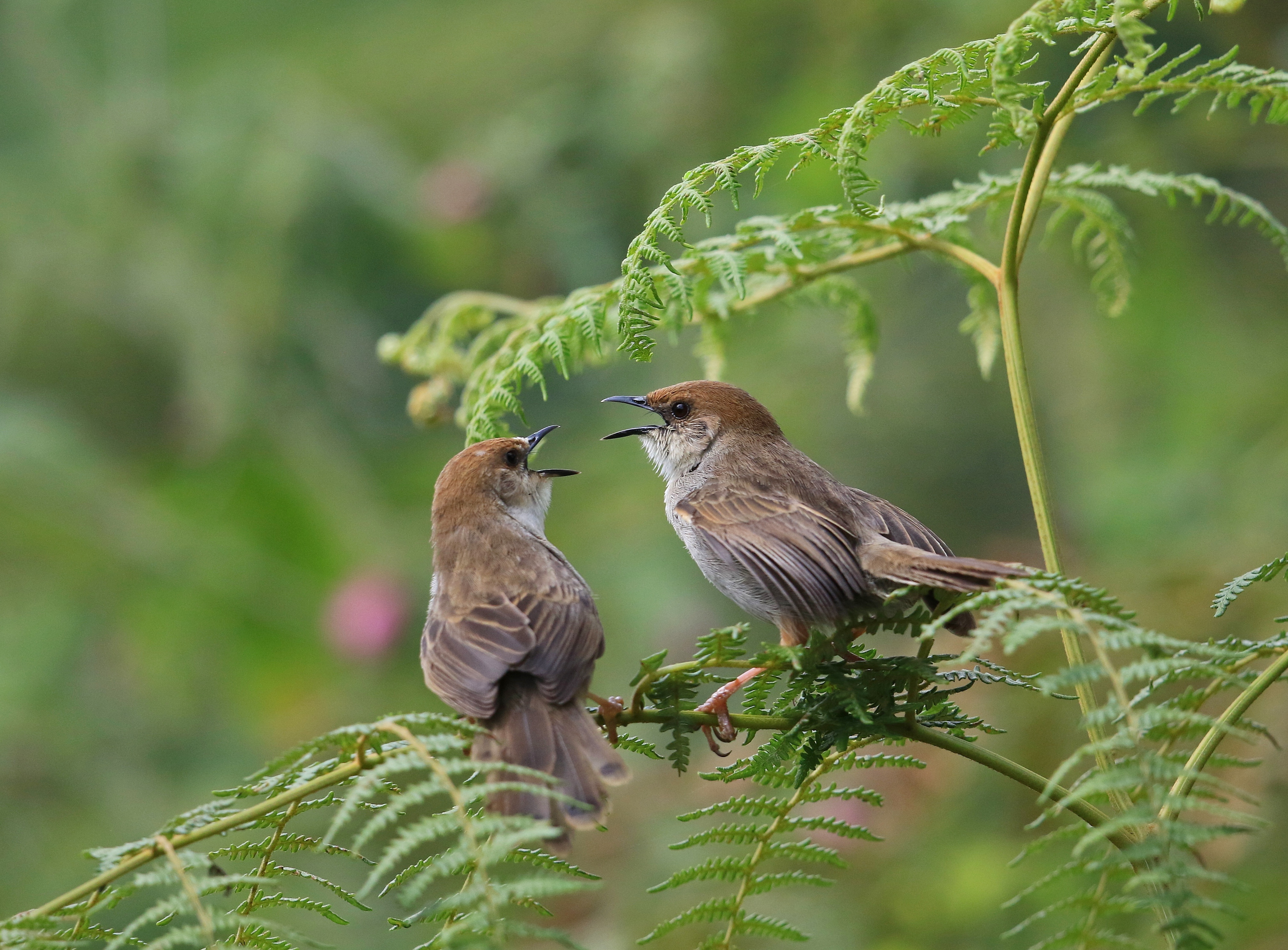

## Status
Arten har ett stort utbredningsområde och beståndet anses vara stabilt. Internationella naturvårdsunionen IUCN listar den därför som livskraftig (LC).

## Namn
Fågelns vetenskapliga artnamn hedrar Henry Charles Vicars Hunter (1861-1934), brittisk storviltsjägare i Östafrika 1886-1887.